# Darjiwka (Cherson)
Darjiwka (ukrainisch Дар'ївка; russisch Дарьевка Darjewka) ist ein Dorf in der ukrainischen Oblast Cherson mit etwa 2800 Einwohnern (2001).
Das 1780 gegründete Dorf liegt am rechten Ufer des Inhulez, wenige Kilometer vor dessen Mündung in den Dnepr, 23 km nordöstlich vom Oblastzentrum Cherson und 36 km nordöstlich vom ehemaligen Rajonzentrum Biloserka.
Durch das Dorf verläuft die Fernstraße M 14.

## Verwaltungsgliederung
Am 12. Juni 2020 wurde das Dorf zum Zentrum der neugegründeten Landgemeinde Darjiwka (ukrainisch Дар'ївська сільська громада/Darjiwska silska hromada), zu dieser zählen auch noch die 14 in der untenstehenden Tabelle aufgelistetenen Dörfer, bis dahin bildete es zusammen mit dem Dorf Krutyj Jar die gleichnamige Landratsgemeinde Darjiwka (Дар'ївська сільська рада/Darjiwska silska rada) im Osten des Rajons Biloserka.
Seit dem 17. Juli 2020 ist es ein Teil des Rajons Cherson.
Folgende Orte sind neben dem Hauptort Darjiwka Teil der Gemeinde:
| Name                     | Name        | Name                           |
| ukrainisch transkribiert | ukrainisch  | russisch                       |
| ------------------------ | ----------- | ------------------------------ |
| Fedoriwka                | Федорівка   | Фёдоровка (Fjodorowka)         |
| Inhulez                  | Інгулець    | Ингулец (Ingulez)              |
| Inhuliwka                | Інгулівка   | Ингуловка (Ingulowka)          |
| Iwaniwka                 | Іванівка    | Ивановка (Iwanowka)            |
| Jasna Poljana            | Ясна Поляна | Ясная Поляна (Jasnaja Poljana) |
| Lymamez                  | Лиманець    | Барвинок                       |
| Mykilske                 | Микільське  | Никольское (Nikolskoje)        |
| Nowotjahynka             | Новотягинка | Новотягинка (Nowotjaginka)     |
| Ponjatiwka               | Понятівка   | Понятовка (Ponjatowka)         |
| Saritschne               | Зарічне     | Заречное (Saretschnoje)        |
| Tokariwka                | Токарівка   | Токаревка (Tokarewka)          |
| Tschajkyne               | Чайкине     | Чайкино (Tschaikino)           |
| Uljanowka                | Ульяновка   | Ульяновка                      |
| Witrowe                  | Вітрове     | Ветровое (Wetrowoje)           |